# Tom Clancy’s Rainbow Six
Tom Clancy’s Rainbow Six ist eine Computerspielserie, die auf dem Buch Operation Rainbow von Tom Clancy basiert. Der Publisher der Reihe ist Ubisoft. Anfänglich wurden die Spiele vom amerikanischen Entwickler Red Storm Entertainment entwickelt, heute setzt Ubisoft neben dem Tochterunternehmen Red Storm Entertainment auch auf andere sowie hauseigene Entwicklerstudios.
Die Reihe wirbt, wie auch die Computerspielreihen Tom Clancy’s Ghost Recon, Tom Clancy’s EndWar, Tom Clancy’s H.A.W.X und Tom Clancy’s Splinter Cell, mit dem Namen Tom Clancy. Mit dem Erscheinen von EndWar verbindet Ubisoft durch vier Kurzgeschichten die Computerspielreihen.

## Allgemein
Im Spiel ist Rainbow eine internationale, streng geheime Spezialeinheit der UN, die weltweit gegen Terroristen vorgeht, Geiselbefreiungen durchführt und Bomben entschärft. Ihr Direktor ist John Clark, der die Einsätze koordiniert und überwacht. Das Hauptquartier von Rainbow befindet sich in Hereford, England, eine Außenstelle in Amerika. Der Spieler steuert den Anführer eines Trupps, der normalerweise aus insgesamt drei Teams mit je drei Mitgliedern besteht. Bis zum vierten Teil der Serie übernimmt der Spieler im Spiel die Rolle des Teamführers Domingo „Ding“ Chavez, während die Missionen von John Clark koordiniert werden. In dem 2006 vor Vegas ausschließlich in den USA für die Xbox erschienenen Spiel Tom Clancy’s Rainbow Six: Critical Hour erfahren diese Hintergrundumstände eine bedeutsame Änderung. John Clark gibt seinen Posten an Ding Chavez weiter, der sich aus dem aktiven Einsatz zurückzieht. Im Spiel Vegas spielt der Spieler deshalb zum ersten Mal nicht Chavez, sondern den neuen Teamführer Logan Keller.
Im Spiel sind Strategie und Taktik sehr wichtig. In den ersten drei Spielen spielt die Planungsphase deshalb eine zentrale Rolle, wobei die beiden jüngsten Teile der Reihe zugunsten eines actionlastigeren Spielprinzips auf diese verzichten. Der Schwierigkeitsgrad ist daher in den ersten Spielen relativ hoch und wurde in den jüngsten Spielen reduziert, um einen größeren Kundenkreis anzusprechen.

### Spiele der Reihe
| Titel                                      | PC-Veröffentlichung | Konsolenversionen                                          | Mobile-Versionen      | Kommentar                                   |
| ------------------------------------------ | ------------------- | ---------------------------------------------------------- | --------------------- | ------------------------------------------- |
| Tom Clancy’s Rainbow Six                   | 1998                | PS1, N64: 1999; DC: 2000                                   | GBC: 2000             |                                             |
| Rainbow Six: Eagle Watch                   | 1999                | nein                                                       |                       | Erweiterung                                 |
| Tom Clancy’s Rainbow Six: Rogue Spear      | 1999                | DC: 2000; PS1: 2001                                        | GBA: 2002             |                                             |
| Rainbow Six: Rogue Spear: Urban Operations | 2000                | nein                                                       |                       | Erweiterung                                 |
| Rainbow Six: Covert Operations Essentials  | 2000                | nein                                                       |                       | Erweiterung (Standalone)                    |
| Rainbow Six: Rogue Spear: Black Thorn      | 2001                | nein                                                       |                       | Erweiterung (Standalone)                    |
| Rainbow Six: Lone Wolf                     | nein                | PS1: 2002                                                  |                       |                                             |
| Tom Clancy’s Rainbow Six 3: Raven Shield   | 2003                | Xbox: 2003; PS2, NGC: 2004                                 | Handyspiel            |                                             |
| Rainbow Six 3: Athena Sword                | 2004                | nein                                                       |                       | Erweiterung                                 |
| Rainbow Six 3: Black Arrow                 | nein                | Xbox: 2004                                                 |                       |                                             |
| Rainbow Six 3: Iron Wrath                  | 2005                | nein                                                       |                       | Download-Erweiterung                        |
| Tom Clancy’s Rainbow Six: Lockdown         | 2005                | PS2, Xbox, NGC: 2005                                       |                       |                                             |
| Tom Clancy’s Rainbow Six: Critical Hour    | nein                | Xbox: 2006                                                 |                       |                                             |
| Tom Clancy’s Rainbow Six: Vegas            | 2006                | X360: 2006; PS3: 2007                                      | PSP: 2007; Handyspiel |                                             |
| Tom Clancy’s Rainbow Six: Vegas 2          | 2008                | PS3, X360: 2008                                            |                       |                                             |
| Tom Clancy’s Rainbow Six: Shadow Vanguard  | nein                |                                                            | iOS, Android: 2011    |                                             |
| Tom Clancy’s Rainbow 6: Patriots           | nein                | nein                                                       |                       | Nach mehrmaliger Neuausrichtung eingestellt |
| Tom Clancy’s Rainbow Six Siege             | 2015                | PS4, Xbox One: 2015                                        |                       |                                             |
| Tom Clancy’s Rainbow Six Extraction        | 2022                | PS4, PS5, Xbox One, Xbox Series, Amazon Luna, Stadia: 2022 |                       |                                             |

## Tom Clancy’s Rainbow Six
Tom Clancy’s Rainbow Six ist der erste Teil der Serie. Es wurde von Red Storm Entertainment entwickelt und erschien 1998 zuerst für Windows und 1999 dann für PlayStation, Nintendo 64 und Macintosh.
Das Konzept und die Hintergrundgeschichte wurde von Tom Clancy erstellt, der während der Entwicklungszeit des Spiels den im englischen gleichnamigen Roman Rainbow Six schrieb. So finden sich im Spiel viele Charaktere des Buches wieder und auch die Handlung ist ähnlich.
Mit Rainbow Six: Eagle Watch erschien zu Beginn des Jahres 1999 ein Add-on.

### Spielprinzip
Rainbow Six ist ein sogenannter Taktik-Shooter, was bedeutet, dass großer Wert auf Strategie und Taktik gelegt wird und unüberlegtes Handeln meist nicht zum Ziel führt. Das Spiel ist sehr realitätsnah gehalten, so können Spieler, Teamkameraden und Terroristen (im Spiel auch Tangos genannt) meist mit nur ein bis zwei Schüssen außer Gefecht gesetzt werden.
Vor jeder Mission findet die Planungsphase statt, die dem Spieler die Möglichkeit gibt, den Einsatz und das Vorgehen des Teams und sein eigenes Vorgehen zu planen und abzuwägen. Auch werden Teamkameraden, Ausrüstungsgegenstände, Waffen und Wegpunkte festgelegt.
In der eigentlichen Mission nimmt der Spieler die Rolle eines Teamführers eines der Teams an. Der Spieler kann zwischen den Teamführern der Teams hin- und herwechseln, sofern die Teamführer am Leben sind. Das Team, dessen Anführer der Spieler ist, kann direkt durch Befehle kontrolliert werden. Die anderen Teams folgen den in der Planungsphase festgelegten Wegpunkten.
Die Missionen bilden eine Kampagne, durch die sich die Handlung zieht. Sollte ein Teamkamerad in einer Mission sterben, kann dieser in weiteren Missionen nicht mehr eingesetzt werden.
Die Waffe, die der Spieler in der Hand hält, wird, im Gegensatz zu anderen Shootern, nur in der PlayStation-Version des Spiels dargestellt. Alle anderen Versionen zeigen nur das Zielkreuz.

### Handlung
Die Handlung des Spiels ist der Handlung des Romans sehr ähnlich, weicht jedoch in Teilen davon ab.
Im Jahr 1999 wird die neu zusammengestellte Anti-Terror Einheit Rainbow das erste Mal in den Einsatz geschickt. Die Elite-Soldaten der Einheit stammen zum Teil aus Mitgliedsländern der NATO; aus den USA, Großbritannien, Deutschland, Israel und Frankreich.
Der neu ernannte Direktor der Einheit ist John Clark, und der Teamleader im Einsatz ist Domingo „Ding“ Chavez.
Einige, scheinbar unzusammenhängende, terroristische Anschläge und Geiselnahmen werden von Rainbow vereitelt. Wie sich herausstellt waren die terroristischen Taten allesamt von einer Organisation mit dem Namen Phoenix Group geplant und ausgeführt worden. Das Unternehmen, das einer Person mit dem Namen John Brightling gehört, hat es sich zur Aufgabe gemacht im Namen des Naturschutzes mithilfe des Supervirus „Shiva“ beinahe die gesamte Menschheit auszulöschen.
Mithilfe der Anschläge sollte weltweit Angst vor Terrorismus verbreitet werden, und John Brightling dazu verhelfen, einen Vertrag über die Sicherheit der Olympischen Spiele in Sydney abzuschließen, von wo aus dieser dann das Virus verbreiten will.
Team Rainbow verhindert erfolgreich die Freisetzung des Virus und folgt John Brighling und den Angestellten der Phoenix Group bis in den brasilianischen Dschungel, wo sich die Fanatiker ein Hauptquartier zum Überleben des Virus aufgebaut haben. Schließlich werden alle Mitglieder der fanatischen Vereinigung zur Strecke gebracht, John Brightling und die überlebenden Anhänger werden im Dschungel zurückgelassen.

## Tom Clancy’s Rainbow Six: Rogue Spear
Tom Clancy’s Rainbow Six: Rogue Spear ist der zweite Teil der Serie. Es basiert auf der gleichen Grafik- und Spiel-Engine und hat ein sehr ähnliches Spielprinzip wie der erste Teil der Serie. Wie auch im Vorgänger muss der Spieler gegen Terroristen vorgehen, die Geiseln genommen oder Massenvernichtungswaffen in ihrem Besitz haben. Auch wird das Spielgeschehen sehr realitätsnah gehalten und Taktik, Strategie und Planung spielen eine große Rolle.
Tom Clancy’s Rogue Spear wurde von Red Storm Entertainment entwickelt und zuerst 1999 für den PC, 2000 für Dreamcast und 2001 für PlayStation veröffentlicht. Für Rogue Spear wurde insgesamt drei Add-ons veröffentlicht, von denen zwei auch ohne das Hauptspiel gespielt werden können.

### Handlung
Viele Missionen in Rogue Spear stehen nicht in Zusammenhang miteinander, es gibt allerdings eine Haupthandlung um den Russischen Mafiaboss Maxim Kutkin und den international tätigen Waffenhändler Samed Vezirzade. Im Jahr 2001 planen die beiden, mit Hilfe von Vezirzades Kontakten selbst Atomwaffen zu produzieren und auf dem Schwarzmarkt zu verkaufen. Daher rührt auch der Name Rogue Spear, was sich auf den Besitz von Atomwaffen einer nicht staatlichen Organisation oder Person bezieht.

### Add-ons

#### Urban Operations
Das erste Add-on, Tom Clancy’s Rainbow Six: Rogue Spear: Urban Operations (kurz Urban Ops) wurde 2000 für den PC veröffentlicht und enthält acht neue und fünf überarbeitete Maps, die vorher bereits mit dem ersten Teil der Serie erschienen waren.

#### Covert Operations Essentials
Tom Clancy’s Rainbow Six: Covert Operations Essentials (kurz Covert Ops) ist eine eigenständige Erweiterung, für die das Hauptspiel nicht zwingend benötigt wird. Es enthält einen Trainingssimulator mit insgesamt sechs Levels, drei Hauptlevels und ein interaktives Terrorismus-Lexikon, das nur in englischer Sprache veröffentlicht wurde. Während die drei Hauptmissionen keinen Zusammenhang besitzen und dort keine durchlaufende Handlung erzählt wird, sind die anderen sechs Missionen als Trainingssimulator anzusehen. Natürlich kann man auf sämtlichen Karten wieder Terroristenjagd, Geiselbefreiung und die anderen Modi spielen.

#### Black Thorn und Lone Wolf
Mit Tom Clancy’s Rainbow Six: Rogue Spear: Black Thorn erschien 2001 das dritte Add-on, welches wiederum die Möglichkeit gab, ohne Hauptspiel gespielt zu werden. Es enthält eine neue Kampagne mit neun Missionen, sechs neue Multiplayerlevels, neue Waffen und den neuen Multiplayermodus Lone Wolf. Für die PlayStation wurde eine abgespeckte Portierung von Black Thorn als Tom Clancy’s Rainbow Six: Lone Wolf vertrieben.

#### Takedown
Ein ausschließlich in Südkorea vermarktetes und daher in Europa sehr wenig bekanntes Add-on ist das vom südkoreanischen Entwickler Kama entwickelte Tom Clancy’s Rainbow Six: Rogue Spear: Takedown. Es beinhaltet eine neue Kampagne, die sich um ein mehrheitlich südkoreanisches Team Rainbow handelt. Das Spiel beinhaltet außerdem 19 neue Karten und 15 neue Waffen. Sämtliche Grafiken und Models wurden komplett neu auf Basis der Rogue Spear Engine erstellt.

## Tom Clancy’s Rainbow Six 3: Raven Shield
Tom Clancy’s Rainbow Six 3: Raven Shield wurde von Red Storm Entertainment entwickelt, von Ubisoft vertrieben und ist der dritte Teil der Serie. Es erschien am 21. März 2003 und setzt als erster Teil der Serie auf die Unreal Engine 2.0. Für Konsolen wurde das Spiel als Tom Clancy’s Rainbow Six 3 veröffentlicht, die Titelzeile Raven Shield fiel dabei weg.
Das Spielprinzip des Spiels unterscheidet sich ein wenig von den beiden Vorgängern. So wurde das Spiel an den Mainstream-Markt angepasst, indem z. B. der Schwierigkeitsgrad herabgesetzt und andere Merkmale wie die Sichtbarkeit der Waffe in der First-Person-Ansicht von gängigen Shootern übernommen wurden. Unter den Neuheiten befindet sich auch ein rundum neu gestalteter Multiplayer-Modus. Auch entfällt in der Konsolenversion die Planungsphase, es gibt nur ein aus drei Kameraden bestehendes Team, und der Spieler kann nicht mehr wie gewohnt zwischen Charakteren hin- und herwechseln.
Die Konsolenversion von Rainbow Six 3 unterscheidet sich in großen Teilen von der PC-Version. So sind die Orte, an denen die Missionen stattfinden, zwar ähnlich, aber die Handlung ist eine völlig andere, und auch der Multiplayer und die sonstige Spielmechanik sowie das Spielprinzip unterscheiden sich drastisch.
Für PC und Xbox erschien bei Ubisoft je ein Add-on, betitelt Athena Sword bzw. Black Arrow. Des Weiteren wurde das von Ubisoft entwickelte, kostenlose Add-on Iron Wrath am 9. Juni 2005 bei FilePlanet zum Download freigegeben.

### Handlung (PC)
Die Handlung beginnt in der Vergangenheit im Jahr 1945, als es zwei Mitgliedern des Nazi-Deutschland nahestehenden, kroatischen Ustaša-Regimes gelingt, dem Land mit einer großen Menge Holocaust-Beute zu entfliehen.
60 Jahre später, im Jahr 2005, steht Team Rainbow einer neuen Bedrohung gegenüber. Neo-faschistische Terroristen verüben Anschläge gegen südamerikanische Ölkonzerne und europäische Finanzinstitute. Team Rainbow folgt den Spuren bis nach Argentinien, wo der Milliardär Nikola Gospic und der rechtsextreme Präsidentschaftskandidat Alvero Guitierrez in die Angelegenheit verwickelt sind. Gospic ist einer der beiden Ustaša-Beamten, denen es gelang mit einer Menge Geld aus Kroatien zu verschwinden.
An Leberkrebs sterbend, möchte der nun milliardenschwere Gospic der Welt noch ein letztes Mal seinen Stempel aufdrücken, indem er globalen Faschismus wieder auferstehen lässt. Um dies zu bewerkstelligen, möchte er mithilfe eines Nervengases tausende Menschen in Südamerika töten, um eine globale Krise zu verursachen, die dann in Preisstürzen der südamerikanischen Ölfelder resultieren soll. Gospics Plan nach würden diese dann günstigen Ölfelder dann von seinen Unternehmen gekauft werden, um eine internationale Faschistenbewegung zu finanzieren. Um bei all seinen Vorhaben ungestört vorgehen zu können, finanziert er den Präsidentschaftskandidaten Guitierrez, der ihm im Gegenzug dafür politischen Schutz garantiert.
Rainbow Six gelingt es dies zu verhindern und bringt die Faschisten zur Strecke, bevor sie ihren Plan abschließen können und größeren Schaden verursachen.

### Add-ons (PC)

#### Athena Sword
Tom Clancy’s Rainbow Six 3: Athena Sword ist das erste Add-on zu Raven Shield. Die Entwicklung wurde von Ubisoft Milan übernommen, es erschien am 9. März 2004 für den PC. Es erweitert das Hauptspiel um eine neue Kampagne mit acht Missionen, drei neue Multiplayermodi, neue Multiplayer-Levels und sieben neue Waffen, angesiedelt in Italien.

#### Iron Wrath
Tom Clancy’s Rainbow Six 3: Iron Wrath ist das zweite Add-on zu Raven Shield. Ubisoft Casablanca hatte es beinahe zwei Jahre in Entwicklung, bevor entschieden wurde, es zum Download anzubieten. Es enthält unter anderem eine neue Kampagne mit sieben Missionen, acht neue Multiplayer-Levels und sechs neue Waffen. Diese Mod ist allerdings nur für die englische Version des Spiels zu haben.

### Handlung (Konsolen)
Rainbow Six wird auf den Plan gerufen, als Anschläge gegen US-amerikanische Interessenträger in Südamerika verübt werden. Es scheint, dass fundamentalistische Islamisten, die von Saudi-Arabien finanziert werden, hinter den Vorkommnissen stecken. Dies ist allerdings ein Täuschungsversuch, denn in Wirklichkeit steckt der neu gewählte venezolanische Präsident Juan Crespo dahinter. Dieser hat einen Plan ausgearbeitet, mit dessen Hilfe er eine Ölkrise herbeirufen will, um die Ölvorkommen in seinem eigenen Land besser verkaufen zu können. Dieser Plan beinhaltet auch Nervengas-Anschläge auf US-amerikanische Städte. Crespo gewann die Wahl, weil er durch von ihm selbst inszenierte Anschläge Angst vor Terrorismus schuf, und dann mit seinem Anti-Terror-Wahlprogramm bei der Bevölkerung punktete.
Team Rainbow gelingt es jedoch Crespos Aktivitäten einzudämmen, ihn aufzuspüren und zur Strecke zu bringen, was letztendlich in dem Tod des Präsidenten resultiert. Der Presse wird nun präsentiert, dass die Terroristen Crespo umgebracht haben, um keinerlei Gerüchte um die Existenz von Rainbow Six aufkommen zu lassen.

### Add-on (Xbox)

#### Black Arrow
Tom Clancy’s Rainbow Six 3: Black Arrow ist eine eigenständige Erweiterung zu Rainbow Six 3. Es wurde entwickelt und publiziert von Ubisoft und am 5. August 2004 veröffentlicht. Es enthält unter anderem zwei neue Multiplayermodi.

## Tom Clancy’s Rainbow Six: Lockdown
Tom Clancy’s Rainbow Six: Lockdown ist der vierte Hauptteil der Serie. Das Grunddesign sowie die PlayStation-2-Version des Spiels wurde von Red Storm Entertainment, die Xbox-Version von Ubisoft Montreal entwickelt. Publiziert wurde der Titel, wie auch die vorhergegangenen Titel, von Ubisoft. Lockdown erschien am 9. September 2005 für PS2 und Xbox, am 27. September 2005 für Gamecube und am 10. Februar 2006 für den Windows.
Das Spiel enthält neben der 16 Missionen umfassenden Kampagne einen Multiplayermodus.

### Spielprinzip
Lockdown folgt dem mit Rainbow Six 3 schon angedeuteten Trend und macht einen großen Schritt in Richtung action-lastigere Spielmechanik. So fehlen die komplette Planungsphase und weitere taktische und strategische Elemente, die in den Vorgängern unerlässlich waren. Als Resultat ähnelt das Spielprinzip in vieler Hinsicht anderen First-Person-Shootern.

### Handlung
In Lockdown kämpft Rainbow gegen ein weltweites Terror-Netzwerk an, das aus verschiedensten Linksextremisten, Anarchisten und Dritte-Welt-Organisationen besteht. Das Netzwerk nennt sich Global Liberation Front (kurz GLF). Die Organisation hat einen künstlich erschaffenen Nano-Virus mit dem Namen Legion gestohlen und droht diesen nun einzusetzen. Legion hat eine Todesrate von 100 %.
Die Aufgabe von Team Rainbow ist es nun, in verschiedensten Ländern (u. a. Algerien, Südafrika, Frankreich und weiteren europäischen Ländern) einzelne Terrorzellen zu zerschlagen. Brenzlig wird es, als der Scharfschütze des Teams, Dieter Weber, von den Terroristen entführt wird, und das Team entgegen anders lautenden Befehlen eine Rettungsaktion durchführt. Letztendlich wird der Mann hinter der GLF, Bastian Vanderwaal, von Rainbow Six zur Strecke gebracht und die Bedrohung durch die GLF damit ausgeschaltet.

## Tom Clancy’s Rainbow Six: Vegas
Tom Clancy’s Rainbow Six: Vegas ist das fünfte Spiel der Rainbow-Six-Serie. Es wurde von Ubisoft Montreal entwickelt und ist am 21. November 2006 für Xbox 360, am 12. Dezember 2006 für den PC und am 29. Juni 2007 für PlayStation 3 beim Publisher Ubisoft veröffentlicht worden.
Als erstes Spiel der Serie übernimmt der Spieler nicht die Rolle des Domingo Chavez, sondern die des Logan Kellers, dem Teamführers eines neu zusammengestellten Teams. Das neue Team Rainbow – bestehend aus Teamführer Logan Keller, Sprengstoffexperte Michael Walter und Aufklärungsexperte Jung Park – befreit Las Vegas von gefährlichen Terroristen, die im Begriff sind, die Stadt zu zerstören. Zum ersten Mal ist es möglich, seine zwei Mitstreiter zu heilen. Für die Konsolenversion erschien vorab eine Demo. Später folgten weitere kostenpflichtige Karten zum Herunterladen. Dies änderte sich mit dem zweiten Mappack: Alle Maps wurden kostenfrei verteilt, und es sollte eine Gutschrift erfolgen. Die Maps sind auch seit dem Patch 1.05 für die PC-Version erhältlich.

### Spielprinzip
Das Spielprinzip ist vergleichbar mit demjenigen von Rainbow Six Lockdown. Hier entfällt ebenfalls die Planungsphase und das Teammanagement. Der Spieler wird direkt per Helikopter zum Einsatzort geflogen, um dort serientypisch diverse Terroristen auszuschalten und Geiseln zu befreien. Der Spieler hat nun die Möglichkeit, seinen zwei Teamkollegen direkt per Knopfdruck Befehle zu erteilen und sie bei Verletzungen zu heilen. Die Deckung bietet zudem zusätzlichen Schutz und ermöglicht es dem Spieler, um Ecken zu spähen.

### Handlung
Das Rainbow-Team muss zunächst nach Mexiko und trifft dort auf die international gesuchte Terroristin Irena Morales. Diese plant mehrere Anschläge auf die amerikanische Spielermetropole Las Vegas. Also macht sich das Team auf den Weg nach Las Vegas, wo bereits mehrere Kasinos von Irenas Truppen attackiert wurden. Der Spieler wird in verschiedene Kasinos und Restaurants (Calypso, Roter Lotus, Fremont Street, Vertigo Spire, Dante’s Casino (derzeit im Bau)) gebracht und muss dort Terroristen ausschalten um Geiseln befreien oder Bomben entschärfen, um die Lage in der Stadt zu entspannen. Der Showdown findet auf dem Nevada-Damm statt, den die Terroristen als Startrampe für eine Rakete benutzen, die mit einer Mikropulsbombe beladen ist und welche sie auf die Stadt abschießen wollen. Der entführte Gabriel wird als Verräter entlarvt und das Spiel endet mit dem Schriftzug „Fortsetzung folgt…“.

### Fakten
Das Spiel findet überwiegend in fiktiven Kasinos, die an Kasinos des realen Las Vegas angelehnt sind, statt. Im Spiel sind in Zwischensequenzen und Hubschrauberflügen zahlreiche reale Gebäude, wie zum Beispiel die Kasinos Bellagio und Luxor, zu sehen, die allerdings nicht begehbar sind. Die einzigen begehbaren Schauplätze aus dem realen Las Vegas sind der Hoover Dam, die Fremont Street, wobei die Namen der anliegenden Kasinos hier geändert wurden.

## Tom Clancy’s Rainbow Six: Vegas 2
Ubisoft kündigte im Dezember 2007 den Nachfolger von Rainbow Six: Vegas an. Der Spieler durchlebt hier die Ereignisse vor Rainbow Six: Vegas, die zu den terroristischen Anschlägen im ersten Spiel führten.
Da die Unterhaltungssoftware Selbstkontrolle die Prüfung des Spiels bisher ablehnte, gab Ubisoft bekannt, die internationale Version des Spiels in Deutschland nicht zu verkaufen und eine für den deutschen Markt angepasste Version zu erstellen. Diese erschien für den PC am 17. April 2008, Xbox 360 und PlayStation 3 folgten einige Zeit später. Die beiden betroffenen Spielelemente „Erfolge“ und „A.C.E.S.“ bewerten und belohnen das Ausschalten von Gegnern mit Auszeichnungen und Punkten in der internationalen Version, welche auch die deutsche Sprachausgabe beinhaltet. Infolgedessen sind alle Waffen in der deutschen Version von Anfang an freigeschaltet. Beide Versionen sind inkompatibel, was zur Folge hatte, dass die deutschen Multiplayerserver wenig frequentiert wurden.
Die ungeprüfte europäische/internationale Version ist seit dem 27. Juni 2008 in Deutschland indiziert.

## Tom Clancy’s Rainbow 6: Patriots

Logo des eingestellten Rainbow 6: Patriots

Tom Clancy’s Rainbow 6: Patriots war ein geplanter Nachfolger von Rainbow Six: Vegas 2. Über die Handlung war wenig bekannt, ein Konzeptrailer aus dem Jahr 2011 zeigte Spielszenen, die teilweise sehr kritisch aufgenommen wurden. Nach einer dreijährigen Entwicklungszeit, in der das Projekt mehrfach neu gestartet wurde da es internen Ansprüchen nicht genügte, gilt es seit der E3-Ankündigung von Rainbow 6: Siege als eingestellt.

## Tom Clancy’s Rainbow Six: Siege
Tom Clancy’s Rainbow Six: Siege ist, nach der Einstellung von Patriots, die geplante Fortsetzung der Serie. Gegenüber bisherigen Titeln der Reihe ist der Fokus mehr auf den Mehrspieler ausgelegt. Im Mittelpunkt stehen dabei zwei Teams, von jeweils fünf Spielern, und ihre Auseinandersetzung innerhalb eines Gebäudes. Während die „Anti-Terror-Kräfte“ das Gebiet vorher mit Beobachtungsdrohnen auskundschaften können, befestigen zur selben Zeit die „Terroristen“ ihre Position. Die eingesetzte Realblast-Physikengine erlaubt Decken, Böden und Wände zu zerstören, um sich neue Winkel und Zugänge zu verschaffen. Der Grad der Beschädigung hängt u. a.von der Menge des verwendeten Sprengstoffs oder dem Kaliber der Munition ab. Das Spielkonzept soll sich dabei etwas näher am ursprünglichen Kern der Serie befinden als bei den vorherigen Titeln Vegas oder Patriots. Das für PC, Xbox One und PS4 geplante Spiel wurde auf der Electronic Entertainment Expo 2014 für 2015 angekündigt.

## Rezeption
| Spiel                                    | GameRankings | Metacritic |
| ---------------------------------------- | ------------ | ---------- |
| Tom Clancy’s Rainbow Six                 | 82 %         | 85/100     |
| Tom Clancy’s Rainbow Six: Rogue Spear    | 86 %         |            |
| Tom Clancy’s Rainbow Six 3: Raven Shield | 86 %         | 83/100     |
| Tom Clancy’s Rainbow Six: Lockdown       | 64 %         | 59/100     |
| Tom Clancy’s Rainbow Six: Vegas          | 85 %         | 85/100     |
| Tom Clancy’s Rainbow Six: Vegas 2        | 78 %         | 78/100     |
| Tom Clancy’s Rainbow Six Siege           |              | 79/100     |
| Tom Clancy’s Rainbow Six Extraction      |              | 73/100     |

Der erste Teil legte viel Wert auf Taktik und Realismus. Mit Rogue Spear erschien nur ein Jahr später ein Nachfolger, der nur wenige Neuerungen bot, jedoch die Missionen in eine Rahmenhandlung bettete. Rainbow Six 3: Raven Shield schwenkte die Grafik Engine auf Unreal 2 um und setzte den Schwierigkeitsgrad drastisch herab. Die Konsolenfassungen wurden weiter auf nur ein spielbares Team reduziert und auch der Personenwechsel entfiel. Lockdown gilt als schwächster Ableger der Serie. Dort entfiel das Planungssystem und strategisch taktische Elemente. Das Spielprinzip glich einem herkömmlichen Ego-Shooter. Rainbow Six Vegas nahm die taktische Komponente wieder auf, verzichtete jedoch auf Realismus. Der Nachfolger Vegas 2 verwässerte die taktische Komponente hin zu einem austauschbaren Egoshooter. Rainow Six: Shadow Vanguard ähnele anderen Mobilumsetzungen von Gameloft und könne eher als kleines Spin-Off betracht werden. Das 2011 angekündigte Rainbow Six: Patriots erntete wenig Resonanz, wurde mehrfach umgearbeitet und später eingestellt. Rainbow Six Siege mit seinem Fokus auf Mehrspielergefechte und zerstörbarer Umgebung habe ebenfalls wenig mit den Ursprüngen der Serie zu tun.